# Ладислав Куна
Ладислав Куна (словац. Ladislav Kuna, 3 березня 1947, Глоговец — 1 лютого 2012, Братислава) — чехословацький футболіст, що грав на позиції півзахисника. По завершенні ігрової кар'єри — словацький футбольний тренер.
Виступав, зокрема, за «Спартак» (Трнава), з яким став п'ятиразовим чемпіоном Чехословаччини, а також національну збірну Чехословаччини, у складі якої був учасником чемпіонату світу 1970 року. Футболіст року в Чехословаччині (1969).

## Клубна кар'єра
У дорослому футболі дебютував 1964 року виступами за команду «Спартак» (Трнава), в якій провів шістнадцять сезонів, взявши участь у 424 матчах чемпіонату. Більшість часу, проведеного у складі трнавського «Спартака», був основним гравцем команди, яка на той момент проходила свою «золоту еру», під час якої клуб з Ладиславом виграв п'ять чемпіонств (1968, 1969, 1971, 1972, 1973) та тричі здобував Кубок Чехословаччини (1967, 1971, 1975). Крім того Куна зіграв у складі клубу в 20 матчах у Кубку європейських чемпіонів і забив 5 голів, доходячи з командою до півфіналу (1969) і двічі до чвертьфіналу турніру (1973, 1974). Також Куна провів за клуб 6 матчів (1 гол) в Кубку володарів кубків і 5 ігор (1 гол) в Кубку УЄФА та став володарем Кубка Мітропи у 1967 році. У Чехословацькій Першій лізі Куна зіграв 424 матчі та забив 86 голів, ставши рекордсменом чемпіонату за всю його історію, втім пізніше його показник покращив Пршемисл Бичовський (434 матчі).

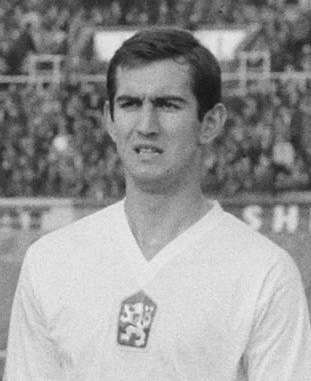
Ладислав Куна у складі збірної Чехословаччини. 1966 рік.

1980 року Ладислав перейшов до австрійського клубу «Адміра-Ваккер», за який відіграв 3 сезони. Граючи у складі «Адміри-Ваккер» також здебільшого виходив на поле в основному складі команди. Завершив професійну кар'єру футболіста виступами за команду «Адміра-Ваккер» у 1983 році, після чого грав за нижчолігові аматорські команди «Айхграбен», з якою чемпіоном нижньоавстрійської регіональної ліги (Spielgemeinschaft SV Eichgraben / SV Gablitz) та «Санкт-Пельтен».

## Виступи за збірну
18 травня 1966 року дебютував в офіційних матчах у складі національної збірної Чехословаччини в товариській грі проти СРСР (1:2), вийшовши на заміну по переві замість Йозефа Войти.
У складі збірної був учасником чемпіонату світу 1970 року у Мексиці, де зіграв у всіх трьох матчах, а його команда не подолала груповий етап. Також брав участь у Кубку незалежності Бразилії, на якому зіграв дві гри.
Загалом протягом кар'єри у національній команді, яка тривала 9 років, провів у її формі 47 матчів, забивши 9 голів.

## Кар'єра тренера
У сезоні 1984/85 Куна був помічником тренера Антона Малатінського у «Санкт-Пельтені». Після повернення до Чехословаччини в 1985 році він також працював помічником тренера в «Спартаку» (Трнава), а з 1988 по 1990 рік був там головним тренером.
На початку 1990-х Куна повернувся до Австрії і тренував «Медлінг» в сезоні 1991/92 і «Вінер-Нойштадт» в наступному сезоні 1992/93. 
У 1995–1996 роках Ладислав був головним тренером друголігового словацького «Тренчина», а потім працював з іншою нижчоліговою командою «П'єштяни», а з 1999 по 2001 рік тренував «ДАК 1904». 
Влітку 2001 року він перейшов до клубу, а останнім його тренерським клубом був «Фомат» (Мартін). Надалі з 2006 року і аж до своєї смерті в лютому 2012 року був президентом «Спартака» (Трнава).
Помер 1 лютого 2012 року на 65-му році життя у місті Братислава.

## Титули і досягнення
- Чемпіон Чехословаччини (5):

«Спартак» (Трнава): 1967-68, 1968-69, 1970-71, 1971-72, 1972-73
- Володар Кубка Чехословаччини (2):

«Спартак» (Трнава): 1966-67,1970-71, 1974-75
- Володар Кубка Мітропи (1):

«Спартак» (Трнава): 1966-67